# Muni Ki Reti
Muni Ki Reti – miasto w północnych Indiach w stanie Uttarakhand, na pogórzu Himalajów Małych.
Populacja miasta w 2001 roku wynosiła 7879 mieszkańców.